# Nick Carter (literární postava)

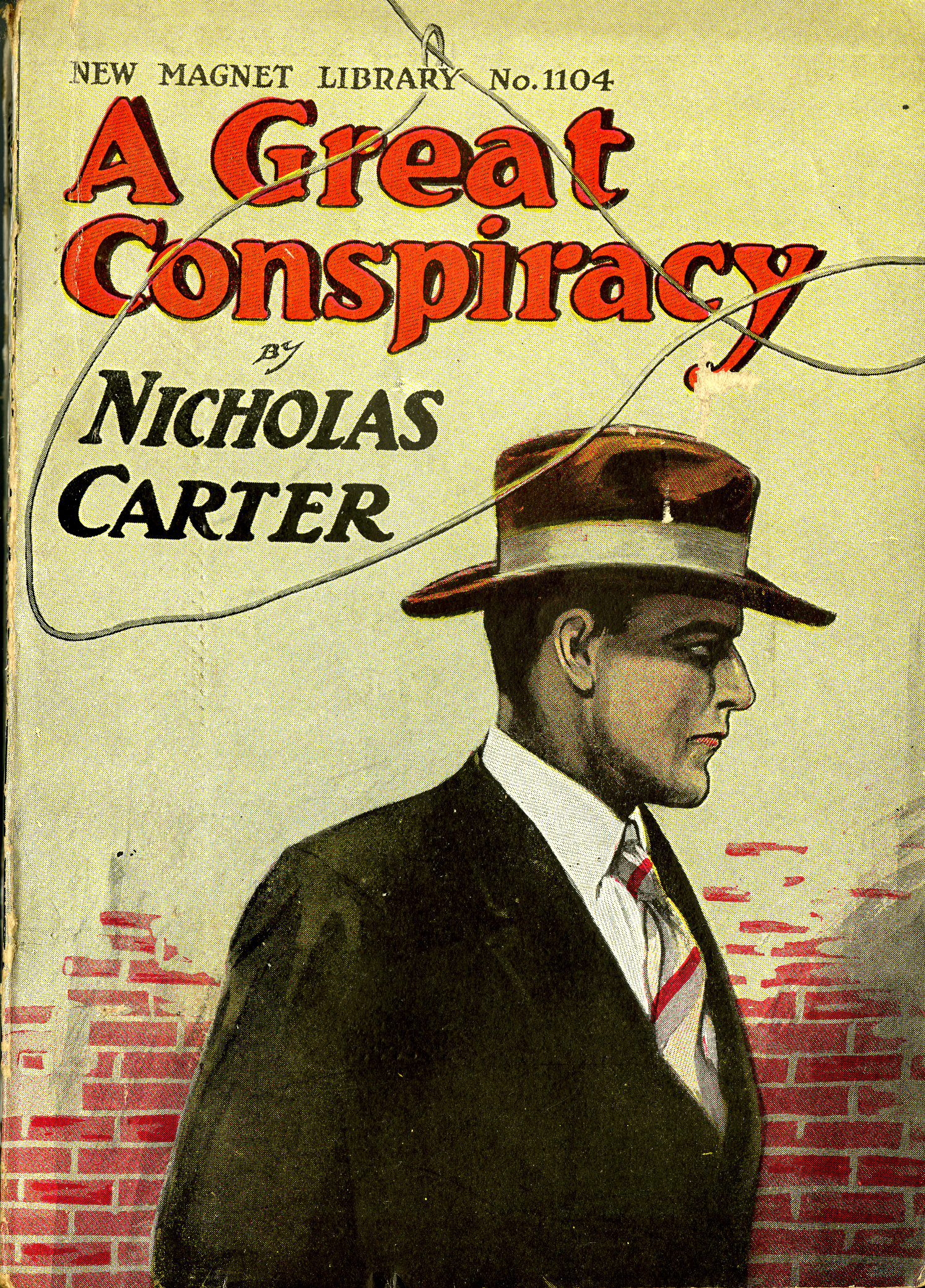
Nicholas Carter (A Great Conspiracy)

Nick Carter je fiktivní geniální americký detektiv, hrdina více než tisíce příběhů, které vycházely od konce 19. do poloviny 20. století v USA. V ČR je znám především jako hrdina komediální parodie Adéla ještě nevečeřela.
Poprvé se postava Nicka Cartera objevila 18. září 1886. Jeho příběhy, řazené obvykle mezi vlakové čtivo neboli šestákové romány, postupně psala řada autorů. Ve druhé polovině 20. století se jeho příběhy staly námětem několika filmů a seriálů.
Nick Carter je poměrně typický hrdina brakové literatury, oproti kolegům mu ovšem bylo naděleno všeho nejméně dvojnásobné množství: inteligence, logického myšlení, tělesných schopností, cti, širokého rozhledu po nejmodernějších výdobytcích vědy a techniky, citu pro spravedlnost, neústupnosti… Zároveň ale jeho činnost není prosta chyb.